# Rossinyol de l'Índia
El rossinyol de l'Índia (Larvivora brunnea; syn: Luscinia brunnea) és una espècie d'ocell de la família dels muscicàpids (Muscicapidae). Es troba a les regions muntanyoses del sud del continent asiàtic. És un ocell migratori que cria a l'Himàlaia i les muntanyes limítrofes, des de Afganistan fins a la Xina. Passa l'hivern a l'est i sud del subcontinent indi, inclosa Bangladesh i Sri Lanka. El seu hàbitat natural són els boscos temperats i els matollars. El seu estat de conservació es considera de risc mínim.